# Vraagafhankelijk openbaar vervoer

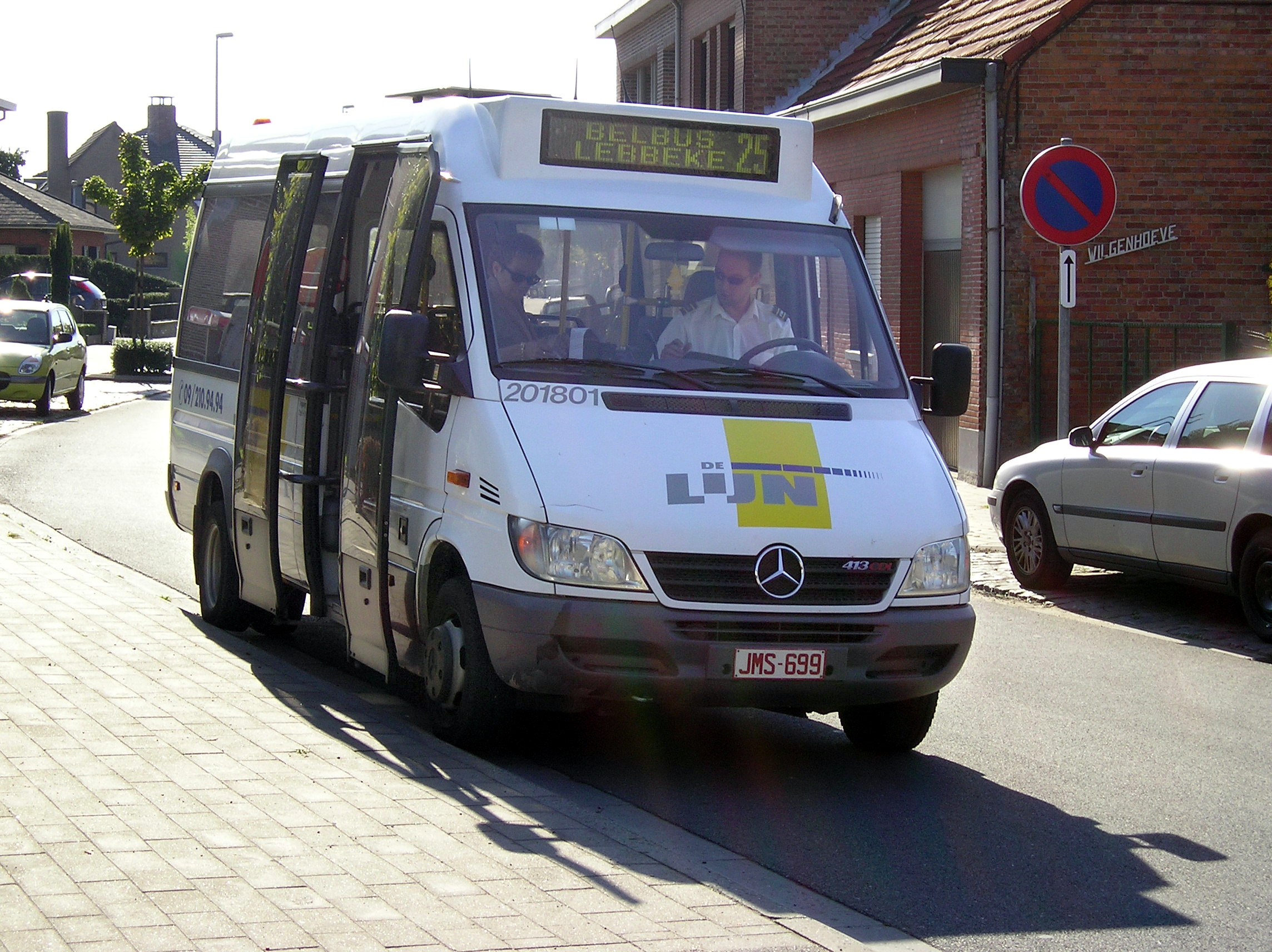
Belbus in Lebbeke (nabij Dendermonde).

Vraagafhankelijk openbaar vervoer is de verzamelnaam van openbaar vervoersystemen die enkel worden uitgevoerd op aanvraag van de reiziger.
De meest bekende vorm van dit type vervoer is de belbus of flexbus, zoals dit vervoermiddel in Vlaanderen sinds 2024 heet. Dit type vervoer heeft geen vaste reisweg, waardoor de doortochttijden kunnen verschillen van rit tot rit. De gebruiker dient wel op en af te stappen aan een haltepaal.
Een andere mogelijkheid is dat een deeltraject van een bepaalde verbinding enkel na telefonische reservering wordt uitgevoerd. Een voorbeeld hiervan was te vinden in het stadsnet van Hasselt. Lijn H1 had een bepaald stuk reisweg dat slechts wordt bediend als een van de haltes op deze reisweg op voorhand werd aangevraagd.
In Nederland bestaat ook een concept van Collectief Vraagafhankelijk Vervoer. Hier worden de reizigers vervoerd van deur tot deur (en niet tussen vooraf bepaalde haltes) met een deeltaxi aan een goedkoper tarief dan een gewone taxi.

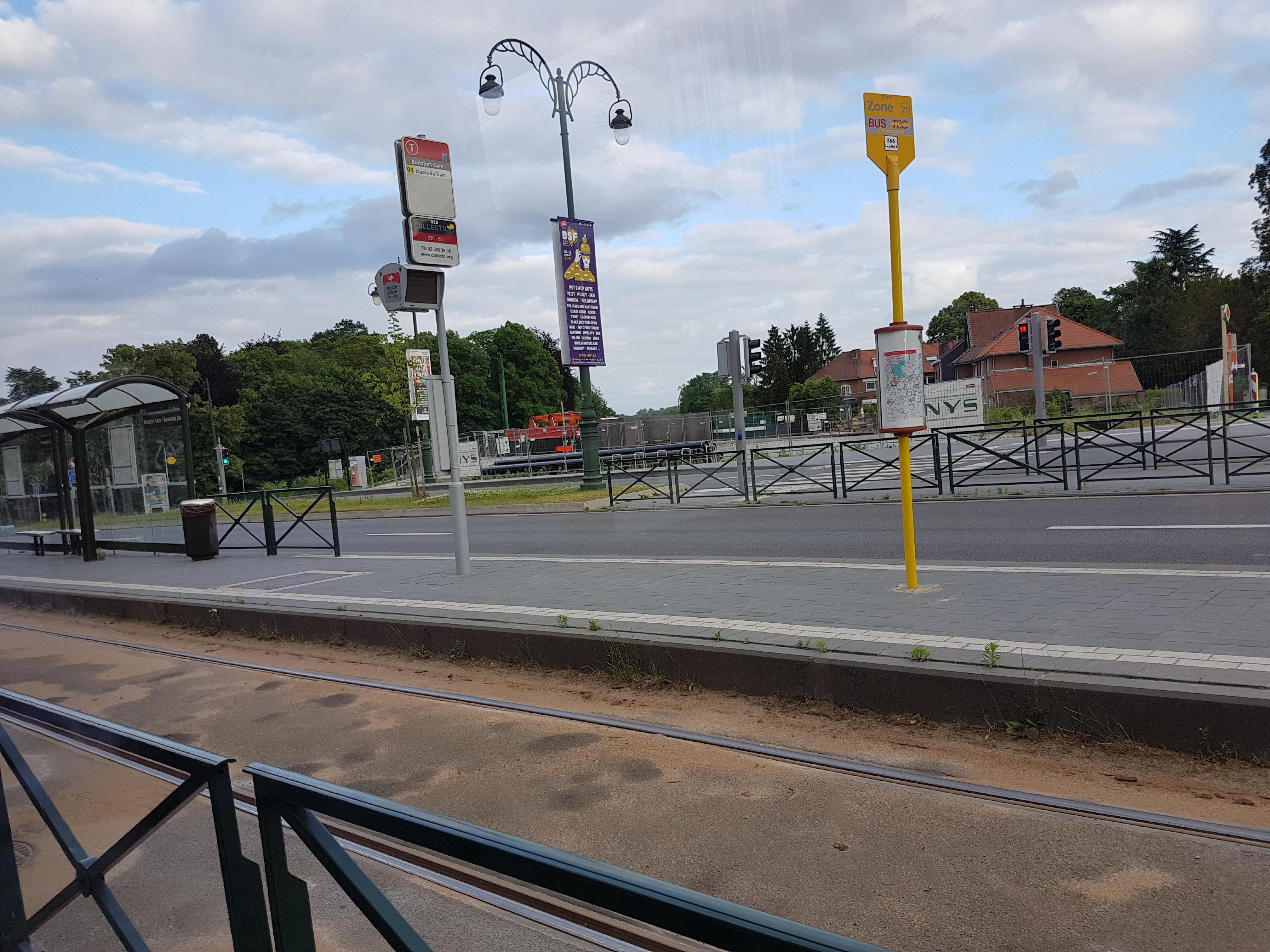
De tramhalte Bosvoorde station met onderaan het MIVB-haltebord (linkse paal) info over Collecto

In het Brussels Hoofdstedelijk Gewest kunnen reizigers tussen 23 uur en 6 uur gebruikmaken van de Collecto deeltaxi's. Hierbij moeten reizigers een rit boeken vanaf een van de 211 MIVB-haltes, die deel uitmaken van het netwerk, naar een adres binnen het gewest. De centrale probeert zo veel mogelijk ritten te bundelen. Reizigers betalen een vast tarief dat veel goedkoper is dan een gewone taxirit maar kunnen geen gebruik maken van de reguliere tickets en abonnementen voor het openbaar vervoer in het Brussels Hoofdstedelijk Gewest.